# Aspicilia sipeana
Aspicilia sipeana är en lavart som först beskrevs av Hugo Magnusson., och fick sitt nu gällande namn av Owe-Larss. & A. Nordin. Aspicilia sipeana ingår i släktet Aspicilia och familjen Megasporaceae.   Inga underarter finns listade i Catalogue of Life.